# Peugeot 206
 (mars 2023).
Si vous disposez d'ouvrages ou d'articles de référence ou si vous connaissez des sites web de qualité traitant du thème abordé ici, merci de compléter l'article en donnant les références utiles à sa vérifiabilité et en les liant à la section « Notes et références ».
 (mars 2023).
La Peugeot 206 est une citadine polyvalente produite par le constructeur automobile français Peugeot du 10 septembre 1998 au 17 décembre 2012. Elle succède à la Peugeot 205 dont la production a cessé le 31 décembre 1998 en France et en Espagne. La 206 est la voiture la plus vendue en France en 2001, 2004 et 2005, disputant la première place à sa principale concurrente la Renault Clio II. Depuis les années 2010, elle est la voiture française la plus produite et la plus vendue de l'histoire.
La 206 est également commercialisée sous d'autres marques : Citroën en Chine, Naza en Malaisie, et IKCO en Iran. Leurs appellations, selon les pays, marchés et les époques, elles ont plusieurs dénominations : 206+, 207, 207i et C2, bien qu'il s'agisse d'une voiture différente des Peugeot 207 et Citroën C2 européennes.

## Histoire

### Contexte
La marque Peugeot met en projet la 206 pour remplacer la 205 dont le succès commercial a sauvé l'entreprise dans les années 1980.
La Peugeot 206 est lancée officiellement le 10 septembre 1998. Elle bénéficie du même succès que son aïeule : Peugeot devient leader du segment des citadines polyvalentes en Europe entre 1999 et 2002[réf. nécessaire], malgré la forte concurrence de la Renault Clio II, l'autre référence de la catégorie des citadines. Ce succès est lié en partie à un rapport coût/prestations relativement mieux positionné que celui de ses concurrentes les plus vieillissantes, et à un design répondant aux canons esthétiques de son époque. Le dessin extérieur est de Gérard Welter. Paul Bracq a dessiné le tableau de bord.
La Peugeot 206 est déclinée dans plusieurs versions sportives : 206 S16, 206 GT, puis 206 RC et 206 Sport HDi S16. Cette automobile est le fer de lance de la marque en rallye avec la 206 WRC. Des formules plus accessibles aux amateurs de sport automobile sont aussi développées : 206 Super 1600 et Volant 206 XS en rallye, coupé 206 CC et RCC, mais aussi 206 S16 « Rencontres » pour les courses sur circuit.
Elle est déclinée dès le 28 octobre 2000 en version « coupé-cabriolet », la 206 CC. 
3 ans et demi plus tard, c'est un dérivé de style break assemblé à Ryton (Grande-Bretagne) qui est lancé, la 206 SW (Sport Wagon)
La Peugeot 206 subit un léger restylage le 14 avril 2003 : nouveaux feux arrière, remplacement des phares striés par des optiques lisses double parabole hérités de la S16 (optiques "Crystal"), nouvelle baguette du volet arrière, calandre composée auparavant de lignes horizontales et qui désormais arbore une calandre façon « nid d'abeilles ».
Après avoir atteint un record de 843 000 véhicules produits en 2002, la 5 millionième 206 est produite le 26 mai 2005[réf. souhaitée].

### Arrêt et succession
La 207 qui succède à la 206, et basée sur la plate-forme de la Citroën C3, est annoncée par la presse spécialisée pour début 2006. Toutefois, la 206 reste produite encore plusieurs années à Ryton pour le marché européen. Sa carrière est encore amenée à durer, puisque son lancement industriel et commercial en Chine est effectué en janvier 2006 et qu'une version tricorps à quatre-portes est lancée dans plusieurs pays tels que l'Iran ou l'Argentine.
Fin avril 2007, en passant le cap des 6 millions d'exemplaires produits, la Peugeot 206 devient la Peugeot la plus produite de toute l'histoire de la marque, devançant assez largement son aînée, la Peugeot 205. À titre de comparaison, la voiture française la plus vendue à l'époque était la Renault 4, avec 8 millions d'exemplaires, mais sur trois décennies au lieu d'une seule pour la Peugeot.
En mars 2007, le coupé-cabriolet 206 CC tire sa révérence. En décembre 2006, la 206 SW quitte le marché européen.
Le 20 février 2009, il ne reste que la berline dans la gamme européenne de la 206. À ce moment-là, elle connaît un nouveau restylage, plus profond que le précédent, où la citadine à succès adopte une face avant ressemblant à celle de la 207, ainsi qu'un parechoc et des feux arrière spécifiques. Elle devient « 206+ » le 1er mars 2009. Il s'agit en fait de la 207 brésilienne, une 206 relookée façon 207 à l'extérieur et à l'intérieur.
En août 2008, Peugeot commercialise en effet au Brésil une Peugeot 207 Compact, qui est en fait une Peugeot 206 restylée, s'inspirant du style extérieur et intérieur de la Peugeot 207 et vendue dans le reste de l'Amérique latine. Cette voiture existe aussi sous forme trois volumes appelée 207 Compact Sedan ou 207 Passion selon les pays. L'appellation 207 est utilisée sur de nombreux autres marchés, tels que la Chine, l'Iran ou encore la Malaisie.

## Les différentes versions
La Peugeot 206 originale a existé en différentes silhouettes et motorisations (Essence, Diesel et GPL) et transmissions (Manuelle et Automatique).

### Carrosseries
La Peugeot 206 européenne se décline en cinq carrosseries différentes :
- Berline bicorps : carrosserie standard de la gamme, en versions trois ou cinq portes. Elles sont les plus vendues ;
- Coupé cabriolet : déclinaison disposant du même empattement. Elle est nommée 206 CC ;
- Break : déclinaison disposant d'un empattement plus long. Elle est nommée 206 SW ;
- Berline tricorps : déclinaison disposant d'une malle à l'arrière et de quatre portes, commercialisée dans plusieurs pays émergents. Elle est nommée 206 Sedan.

### Gamme
Sources ,
La 206 a revêtu plusieurs finitions :
- La Peugeot 206 XR et XR Presence, trois et cinq-portes
- La Peugeot 206 XT et XT Premium, trois et cinq-portes
- La Peugeot 206 XS et XS Premium, haut de gamme avec une finition sportive, sur le marché français disponible en trois-portes seulement (trois et cinq-portes à l'export).
- 206 2000 (1999)
- 206 S16 (1999)
- 206 GT (1999)
- 206 CC (2000)
- 206 CC Roland Garros (2002)
- 206 Roland Garros (2003)
- 206 Quiksilver (2002)
- 206 GTi Rallye Edition (2002) (AUS)
- 206 Quiksilver (2003)
- 206 CC Black & Silver (2003) (A)
- 206 XS Pack & XT Pack (2003)
- 206 X Line Clim (2003)
- 206 Pop Art (2003) (F)
- 206 Ö3 Edition (2003) (D)
- 206 XS Bruno Thiry (2003) (B - L)
- 206 Pop Art (2004) (CH)
- 206 CC Exclusive Edition (2004) (CH)
- 206 CC Black & Silver Edition (2004) (CH)
- 206 Black & Silver Edition (2004) (CH)
- 206 Look (2003) (CH)
- 206 Pop Art Clim (2004) (F)
- 206 HDi 110 Sport (2004)
- 206 XRS (2004) (AUS)
- 206 WRC Edition (2003)
- 206 WRC Edition 2 (2004)
- 206 CC Quiksilver (2004)
- 206 Style (2004)
- 206 X Design (2004)
- 206 CC HDI (2004)
- 206 Navteq on board (décembre 2004)
- 206 ZEST 3 (2004)
- 206 CC Roland Garros (nouvelle gamme)(2005)
- 206 CC Sport (2005)(D)
- 206 Pop Art & Pop Art Clim (2005)
- 206 Pack Limited (2005)
- 206 CC RcLine (2006) (D)(CH)(J)
- 206 CC Roxy (2006) (B)
- 206 CC JBL (2006) (D)
- 206 Xbox 360 (2006)
- 206 Génération (2008) qui marque la fin de la production et le passage aux 206+.
- La Peugeot 206 est aussi assemblée et vendue en Malaisie sous le nom de « Naza 206 Bestari » depuis 2006 (10 000 unités vendues en trois ans). PSA fait aussi assembler des véhicules 206 (depuis 2006)[6].
- 206+ Pack Limited (2010)
- 206+ Urban Move (2010)
- 206+ Sportium (2011)
- La 206+ génération (avril à décembre 2012)[8]. Celle-ci marque la fin de la production. Seules trois motorisations sont disponibles : le 1.1 de 60 ch, le 1.4 de 75 ch et le 1.4 hdi de 68 ch.

## Versions et carrosseries spécifiques

### Peugeot 206 S16 / GTI
Héritière de la fameuse 205 GTI, la Peugeot 206 S16 (dénommée « 206 GTI » sur tous les marchés étrangers), fut lancée avec un moteur 1 997 cm3 de 138 ch (Moteur provenant de la familiale Peugeot 406). C'est une voiture performante, mais moins exubérante que son illustre aïeule. Là où son ancêtre était reconnue pour avoir un comportement très pointu tourné vers la performance, la Peugeot 206 S16 prend un chemin différent et se pose en polyvalente alliant confort au quotidien et conduite sportive et amusante. Toutefois au chronomètre, les performances sont là. Elle est reconnue et très utilisée sur circuit ou pour le rallye après réadaptation par leurs propriétaires (NON Homologué en GrN et A, uniquement en F2000), preuve des capacités de cette voiture. La 206 S16 est actuellement toujours utilisée au sein des Rencontres Peugeot Sport (officiel). Roulant en Youngtimers, ces voitures sont très similaires aux versions de série. On peut l'apercevoir très régulièrement sur d'autres séries en compétition.
Une série limitée, appelée 206 GT, produite à 4 000 exemplaires, en a été dérivée afin d'obtenir une homologation en WRC. Elle se distingue par ses pare-chocs plus importants, la 206 n'étant pas assez longue à l'origine pour pouvoir prétendre à la catégorie WRC, celle-ci réclamant une longueur totale du véhicule supérieure à 4 mètres. La 206 2.0 16v S16 est également sortie en version SW (break).
À l'origine, des attributs tels que la peinture « gris iceland », les ailes avant élargies, les poignées de portes peintes ou les optiques de phares transparents lui étaient exclusivement réservées, la console centrale gris clair également, puis Peugeot les a progressivement étendues à l'ensemble de la gamme 206.
Toutefois une exception subsiste pour les jantes foudre de 15 pouces, qui ne sont présentes que sur les seuls modèles de 206 S16 millésimé 1999, 2000 et 2001 (avant multiplexage) de série et en option jusqu'en 2003. Les rétroviseurs laqués noirs sont restés exclusifs à la finition S16 et à la GT pendant toute la durée de commercialisation de la 206. Seule la série très limitée Griffe en a profité (apparenté finition s16 mais en intérieur cuir intégral).
Techniquement, la 206 S16 a connu les évolutions suivantes :
- modèle 2000 commercialisé à partir d'août 1999, uniquement avec le moteur 2 L 16v :
  - La moquette de sol passe du gris clair à noir.
  - Antenne à l'arrière sur les modèles équipés du TOE et/ou du GPS, toujours à l'avant pour les modèles sans GPS et TOE.
  - Le tarage des trous pour les goujons des jantes Foudre de 15P (tête plate ; identiques à ceux de la 205 GTi 1.9) deviennent identique à ceux des jantes Ouragans et Sirocco (tête conique).
- modèle 2001 commercialisé à partir d'août 2000, uniquement avec le moteur 2 L 16v : le moteur subit un léger lifting passant du bloc RFR (137 ch) au bloc RFN (138 ch)
  - La monte pneumatique passe de 185/55/15 à 195/55/15 (roues 16 pouces Ouragan toujours en option). La forme des écrous changent et les noms des jantes passe de Foudre à Foudre v2.
  - Modification des appuis-tête (ajourés). Ajout de deux airbags latéraux, forme des sièges revues.
  - Le seuil de porte noir des portes en plastique, devient gris en alu.
  - Fond de compteur gris(anciennement noirs) et trappe essence en alu
  - Désormais, les trois ceintures arrière sont à enrouleurs (deux sur le précèdent modèle avec une ceinture simple au milieu).
  - L'antenne est placée désormais à l'arrière du véhicule et non plus devant. L'embase prend du volume par rapport au Antenne Arrière déjà aperçu.
  - La norme antipollution Euro 4 applicable à la 206 S16 au 1er janvier 2001 impose certaines modifications au moteur EW10J4 : le type RFR (137 ch) à une sonde lambda est remplacé par le RFN (138 ch) à deux sondes lambda (les modifications et la distinction entre les deux moteurs touchent principalement l'échappement, avec deux sondes à oxygène (sonde lambda) au lieu d'une.Peugeot 206 S16 de première phase.

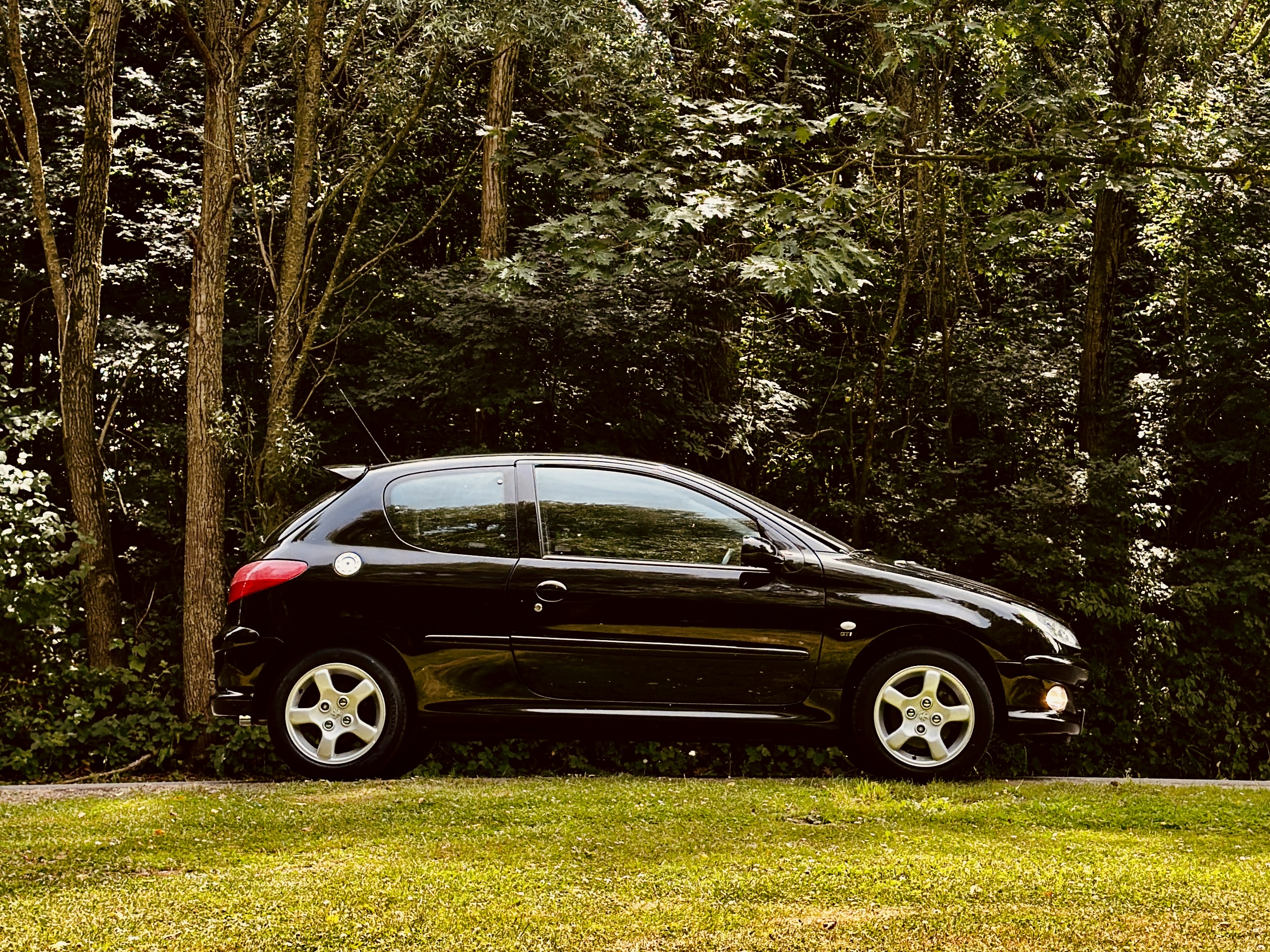
Peugeot 206 S16 de première phase.

- modèle 2002 commercialisé à partir d'août 2001, uniquement avec le moteur 2 L 16v :
  - En fin d'année 2001, le faisceau électrique devient multiplexé (reconnaissable à deux boutons sur la clé de contact au lieu d'un entre autres, à de nouveaux commodos et un nouvel écran de l'ordinateur de bord).
  - L'antenne de toit est légèrement avancée pour laisser la place à un possible Becquet (en accessoire) lors de l'ouverture du coffre.
  - Fonds de compteurs blancs au lieu de gris foncé.
  - Nouveau réglage du train arrière
  - Fin des jantes Foudre en 15 pouces
  - Roues 16 pouces en série : la monte pneumatique passe de 195/55/15 à 195/45/16 avec les jantes Ouragan 6,5 × 16 pouces, montées de série et non plus en option. Les barres stabilisatrices sont totalement revues. Elles passent sur un diamètre plus grand, (20 à 22 mm) la voiture devient beaucoup moins joueuse et piégeuse, et bien sûr, plus sûre dans les virages.
  - gicleur d'essuie glace avant "plat" (fin 2002).
  - Arrivé de la 206 S16 SW (break), totalement identique à la 206 S16 trois-portes.
- 2003 :
  - En avril, restylage : grille de spoiler « nid d'abeilles », feux arrière « façon 307 », emblème (Lion) plus grand sur le hayon, baguette de coffre lisse, filet de coffre, ESP en série (à partir de septembre 2003) , peinture intégrale, les fonds de compteurs repassent en noir mais avec un cerclage chromé autour façon 206 RC.
  - Jantes de 16 pouces montées à présent en 205/45/16 à la place de 195/45/16.
  - En septembre 2003, le papillon devient motorisé et la voiture grossit d’une dizaine de kilos il est donc possible de trouver quelques rares 206 S16 phase II avec un papillon a câble.

Depuis 2003, la 206 RC 180 ch est venue rejoindre la gamme 206.
- 2004 :
  - En avril, arrivée sur la finition S16 de la motorisation 1.6 HDI 110 ch (260 N m)[9], qui existe par ailleurs avec diverses finitions comme XS, Quicksilver, Griffe et une série limitée « Sport » à 2000 exemplaires, de finition et châssis identiques à la S16 cependant un intérieur tissus type XS y est seulement proposé.
- 2005:
- Arrêt du moteur EW10J4 RFN qui ne passe plus les normes antipollution.
- Vers milieux/fin 2005, arrivée sur la finition S16 de la motorisation 1.6 16v 110 ch déjà présent sur les 206 XS afin de prolonger la vie de la S16 et de remplacer le moteur 2.0l 16v.

### 206 RC / GTI 180
Elle dispose d'un moteur de 1 997 cm3 de 177 ch (développé à partir du 2.0 16v de la 206 S16), développé en collaboration avec Lotus. Elle est reconnaissable à ses ailes légèrement élargies récupérées des 206 S16, mais aussi ses jantes Atlantis de 17 pouces montées en 205/40 ZR17, son échappement double sortie ainsi qu'à son becquet et ses coques de rétroviseurs « imitation carbone » (rabattables électriquement par la commande centrale des lève-vitres) et ses montants de portes noir laqués.
L'intérieur n'est pas en reste, avec une casquette de compteurs recouvertes de cuir, un tachymètre gradué jusqu'à 250 km/h une paire de sièges baquet, et une banquette arrière deux places plus enveloppante faisant passer la voiture de 5 places a 4 places la 3eme ceinture arrière n’étant plus présente. la console centrale et quelques détails de la planche de bord arborent également la décoration « imitation carbone ».
Il s'agit d'une traction pilotée par une boîte de vitesses à cinq rapports. Côté freinage, elle dispose de l'ABS de l'ESP (qui est déconnectable) et de disques de freins ventilés à l'avant (283 × 26 mm) et disques de freins plein à l'arrière (247 × 10 mm). Sa vitesse maximum est de 220 km/h
Elle fut homologuée en groupe N et groupe A, concourant dans les classe N3 et A7.
Le châssis a également été travaillé et reçoit un essieu arrière à tirants (partagé avec les 206 SW), des barres de torsions et barres anti-roulis majorées par rapport à la S16 et des amortisseurs spécifiques plus fermes.
Contrairement à la 206 S16, qui a évolué de 1999 à 2003 (phase 1), Peugeot n'a procédé à aucun changement d'aucun genre sur les 206 S16 et 206 RC de Phase 2 (commercialisé après 2003). La 206 RC ne fut en concession que pendant 4 ans (Les Millésimes 2007 n'étant que des millésimes 2006 vendus en début d'année 2007)
Note : la 206 RC apparaît dans les jeux vidéo Gran Turismo 4, 5, 6 et sur la version PSP. La 206 RC existe uniquement en Phase 2. Les versions de la 206 RC étant les plus recherchées sont les modèles blanc banquise (500 ex environ) et les modèles rouge Aden. Un modèle avec moins de 98 000 kilomètres, blanc banquise avec pack JBL peut coter jusqu'à plus de 19 500 euros (2024).
2005 :
Arrivée (comme sur tous les autres modèles de 206 même l'entrée de gamme) de la fermeture auto a 10 km/h et d'un bouton warning comprenant un côté pour fermer la voiture et un côté pour activer les warning avec suppression des loquets de portière évitant ainsi les vandalismes en "tordant la portière" pour atteindre ce fameux loquet.
2006 : la 206 RC reçoit de série le pack JBL qui n’était alors proposé qu'en option.

### 206 CC
Au salon de Genève 1998, Peugeot affiche sur son stand un concept car baptisé vingt cœur (20♥), une version coupé cabriolet de la 206, avec un toit rigide escamotable comparable à celui de la Mercedes-Benz SLK. Devant l'enthousiasme des visiteurs, Peugeot décide d'en lancer la fabrication. La 206 CC sera, avec la Mercedes-Benz SLK, la pionnière du toit rigide escamotable de grande série. Cette approche de coupé--cabriolet sera repris ultérieurement par BMW, Lexus, Volkswagen et Volvo. L'invention de ce système remonte pourtant à plus de soixante ans, lorsque l'ingénieur Georges Paulin l'avait déjà installé sur ses Peugeot 401, 601 et 402 Eclipse.
Les premières sortent des chaînes de Mulhouse en juillet 2000, la commercialisation débutant en décembre ; il fallait alors attendre pratiquement neuf mois (c'est-à-dire jusqu'à septembre 2001) pour être livré, tant la demande était forte[réf. souhaitée].
En 2004, la 206 CC, très proche du concept car 20♥, est le coupé cabriolet le plus vendu en Europe, et représente trois cabriolets sur quatre vendus en France. Sur le marché australien, la 206 CC est le modèle le plus vendu de la marque.
La production de la 206 CC a pris fin début 2007, remplacée par la 207 CC.

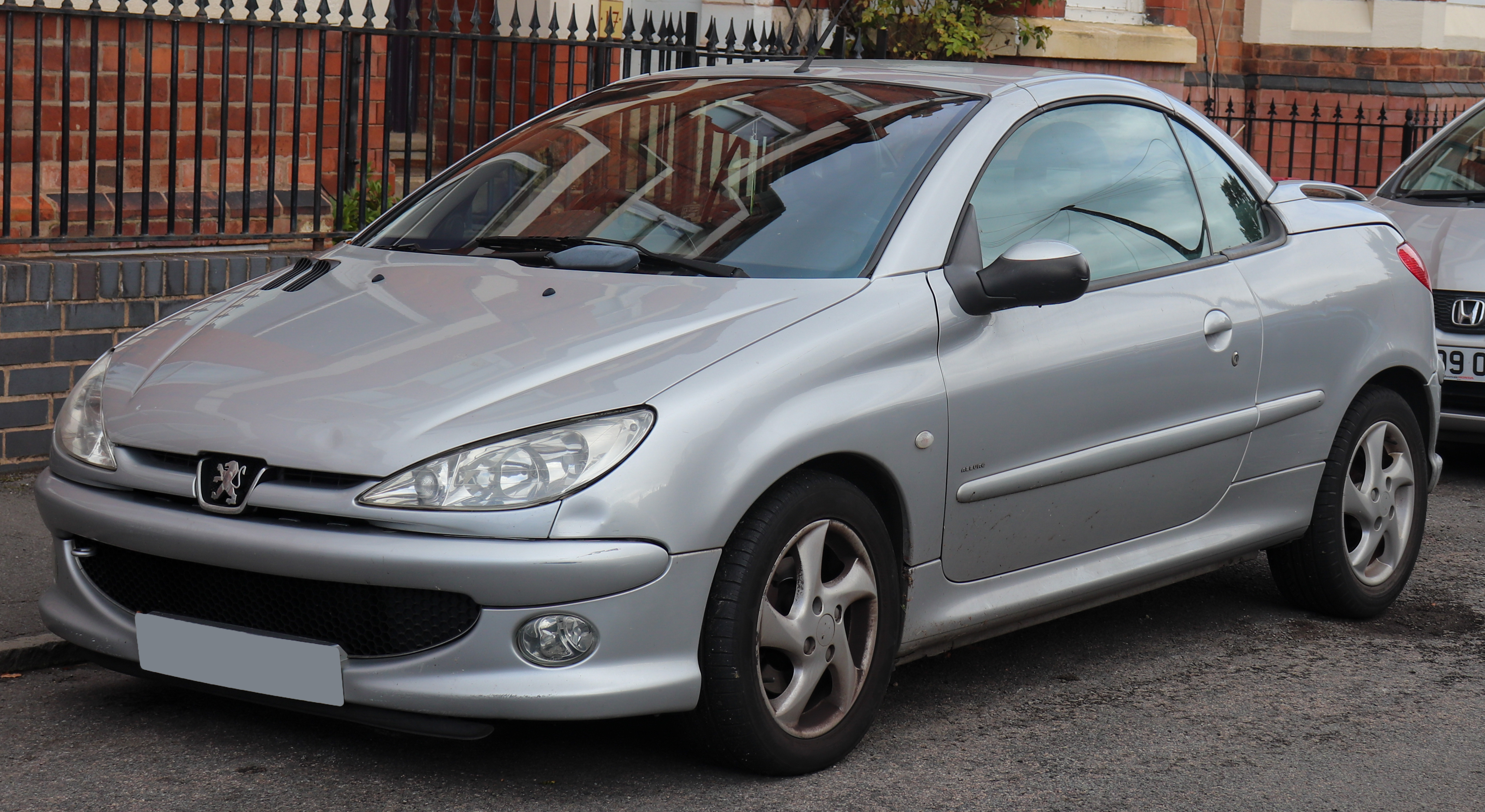
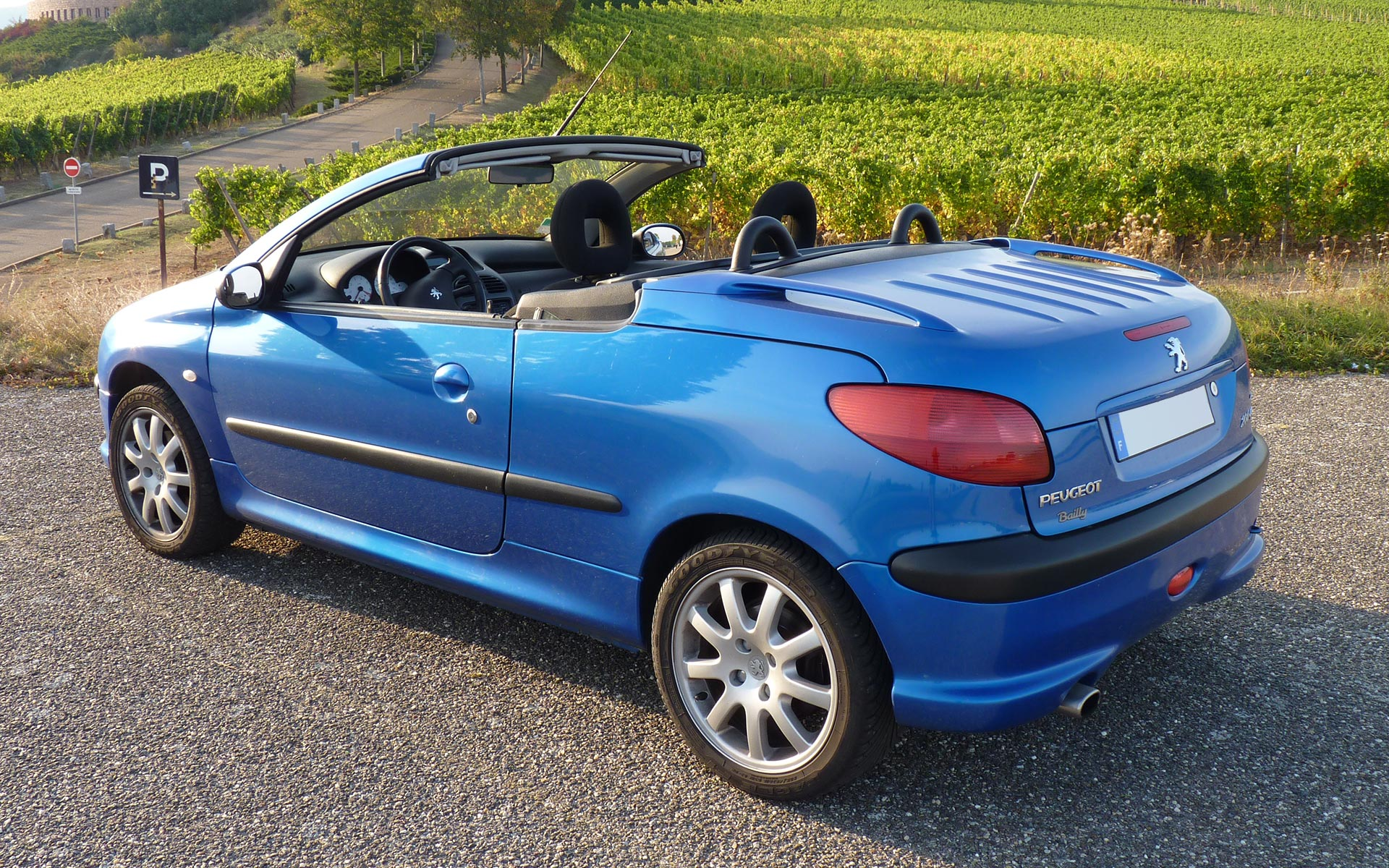
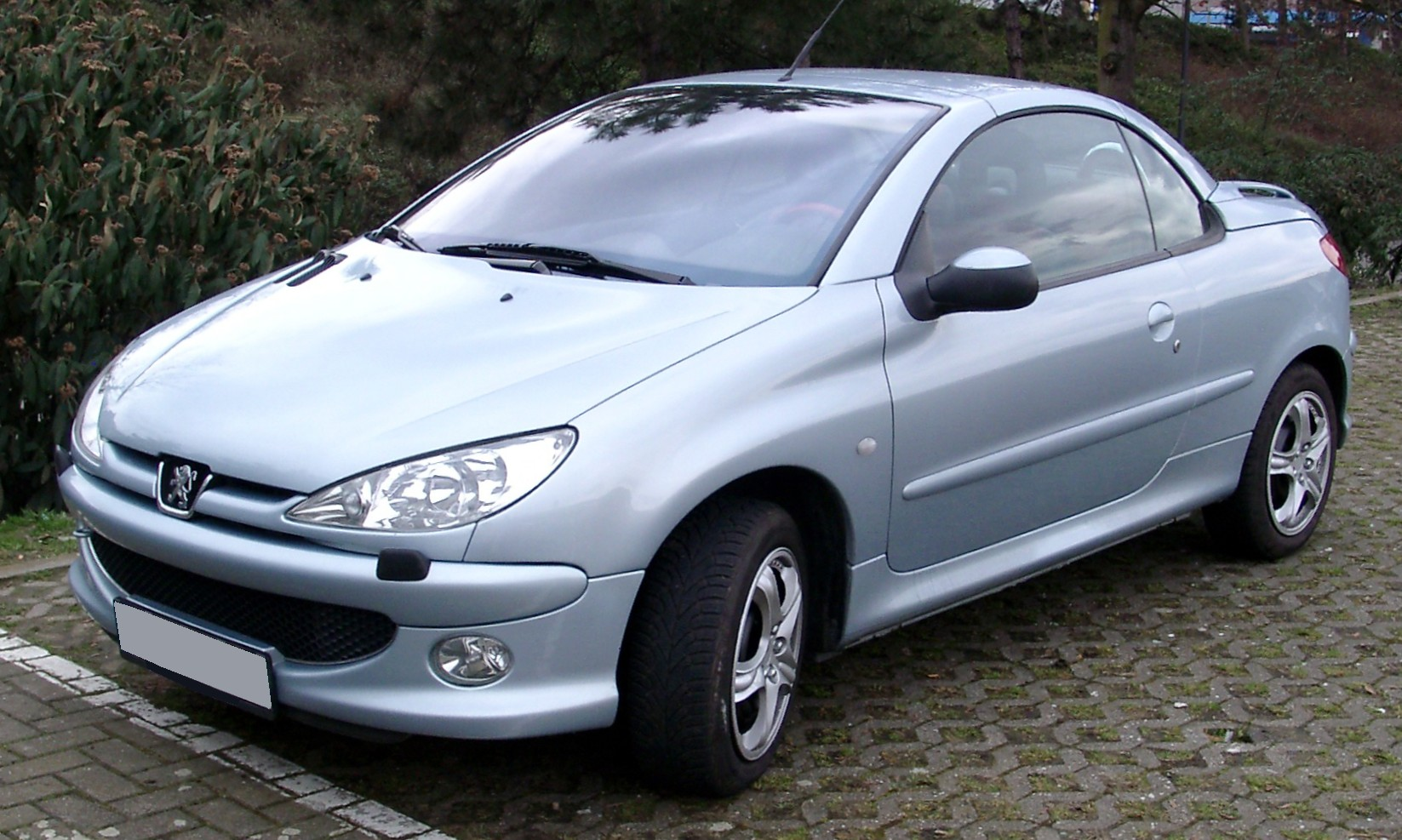

- 206 CC (2000)

- 206 CC Roland Garros (2002)

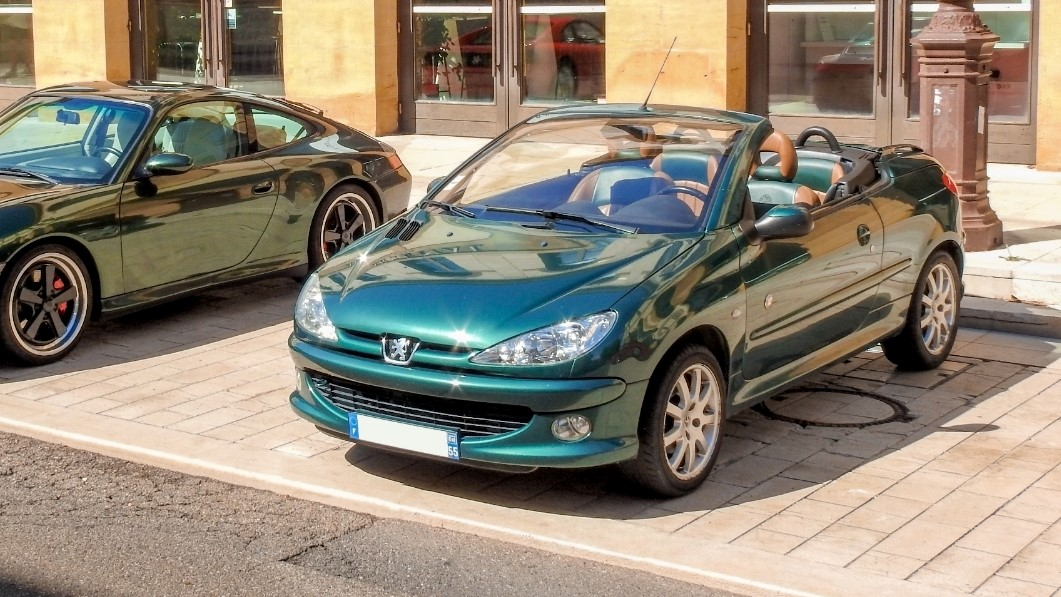
Peugeot 206 CC 2.0L 2002 Roland Garros
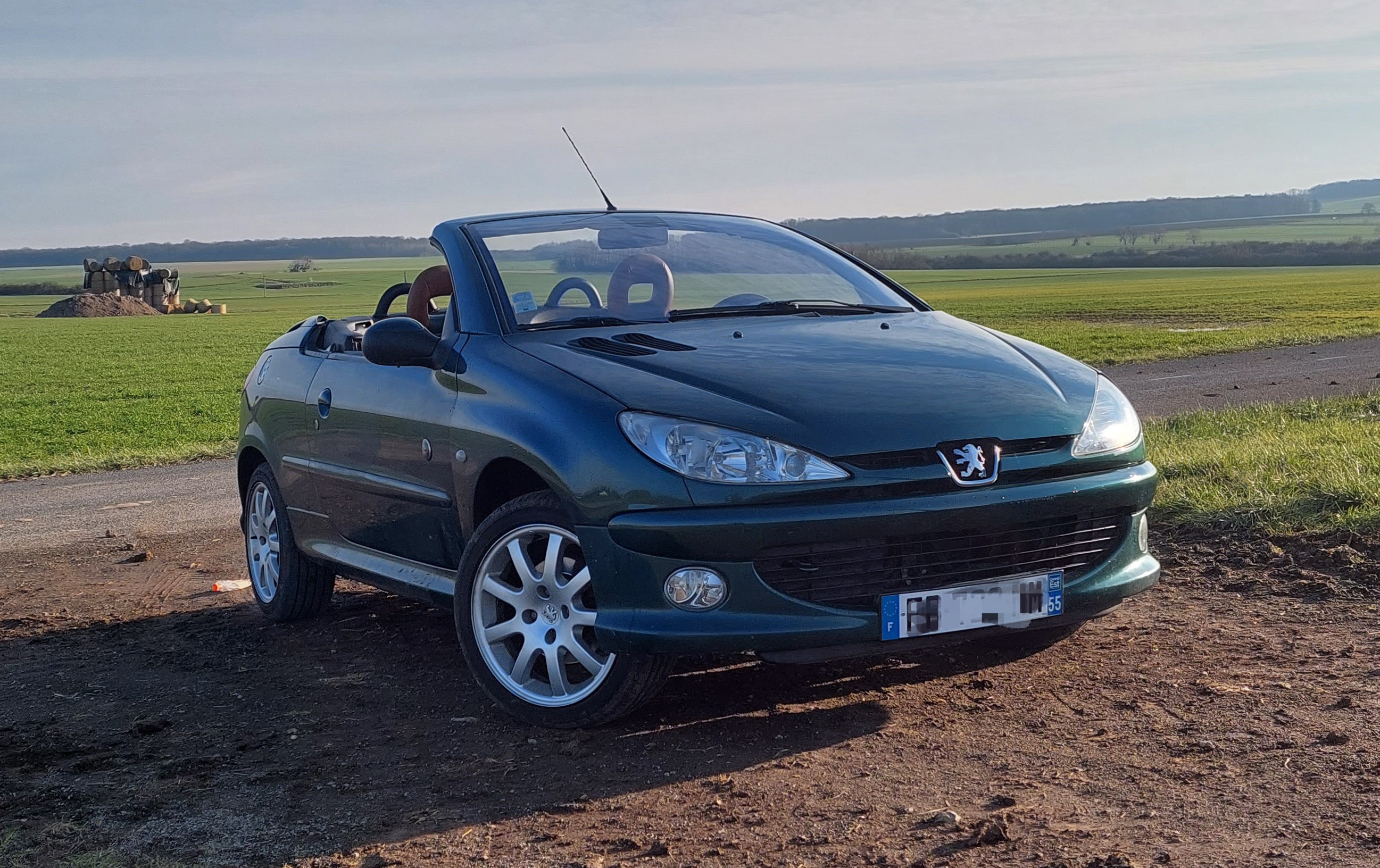
Peugeot 206 CC 2.0L 2002 Roland Garros

- 206 CC Black & Silver (2003) (A)
- 206 CC Exclusive Edition (2004) (CH)
- 206 CC Black & Silver Edition (CH)
- 206 CC Quicksilver (2004)
- 206 CC HDI (2004)
- 206 CC Roland Garros (nouvelle gamme) (2005)
- 206 CC Sport (2005) (D)
- 206 CC RcLine (2006) (D) (CH) (J)
- 206 CC Roxy (2006) (B)
- 206 CC JBL (2006) (D)

### 206 SW
Sortie en juin 2002, la Peugeot 206 SW est l'un des plus petits breaks du marché pendant sa période de production. Ce break citadin se place en concurrent de la Skoda Fabia Combi, puis de la Renault Clio Estate.
Il est d'abord annoncé sous la forme d'un show car au Salon de l'automobile de Francfort 2001. Ce prototype se distingue du modèle de série par ses jantes 17'' spécifiques, ses doubles canules d'échappement ainsi que son habitacle en cuir noir et nubuck orange. Le modèle de série est présenté lors du Salon de l'automobile de Genève 2002.
Elle utilise la même base que la Peugeot 206, l'empattement est le même que celui de la berline cinq-portes. Les portes arrière sont néanmoins spécifiques à ce modèle, avec des poignées intégrées au montant, comme sur la Lancia Ypsilon et l'Alfa Romeo 156.
Elle mesure pourtant une vingtaine de centimètres de plus que la version berline, à la suite de l'augmentation du porte-à-faux arrière. Elle dispose d'un train arrière différent de celui des autres carrosseries, et qu'utilise également la 206 RC.
En 2003, sa première année de commercialisation pleine, elle représente 16,6% des ventes totales de la 206 en France, soit environ 25 000 unités.
Elle est produite à Ryton (Angleterre) jusqu'à la fermeture de l'usine, puis en France à Poissy jusqu'en 2007. Pour le marché sud-américain, la 206 SW est fabriquée à Porto Real (Brésil) à partir de 2005.

#### 206 Escapade

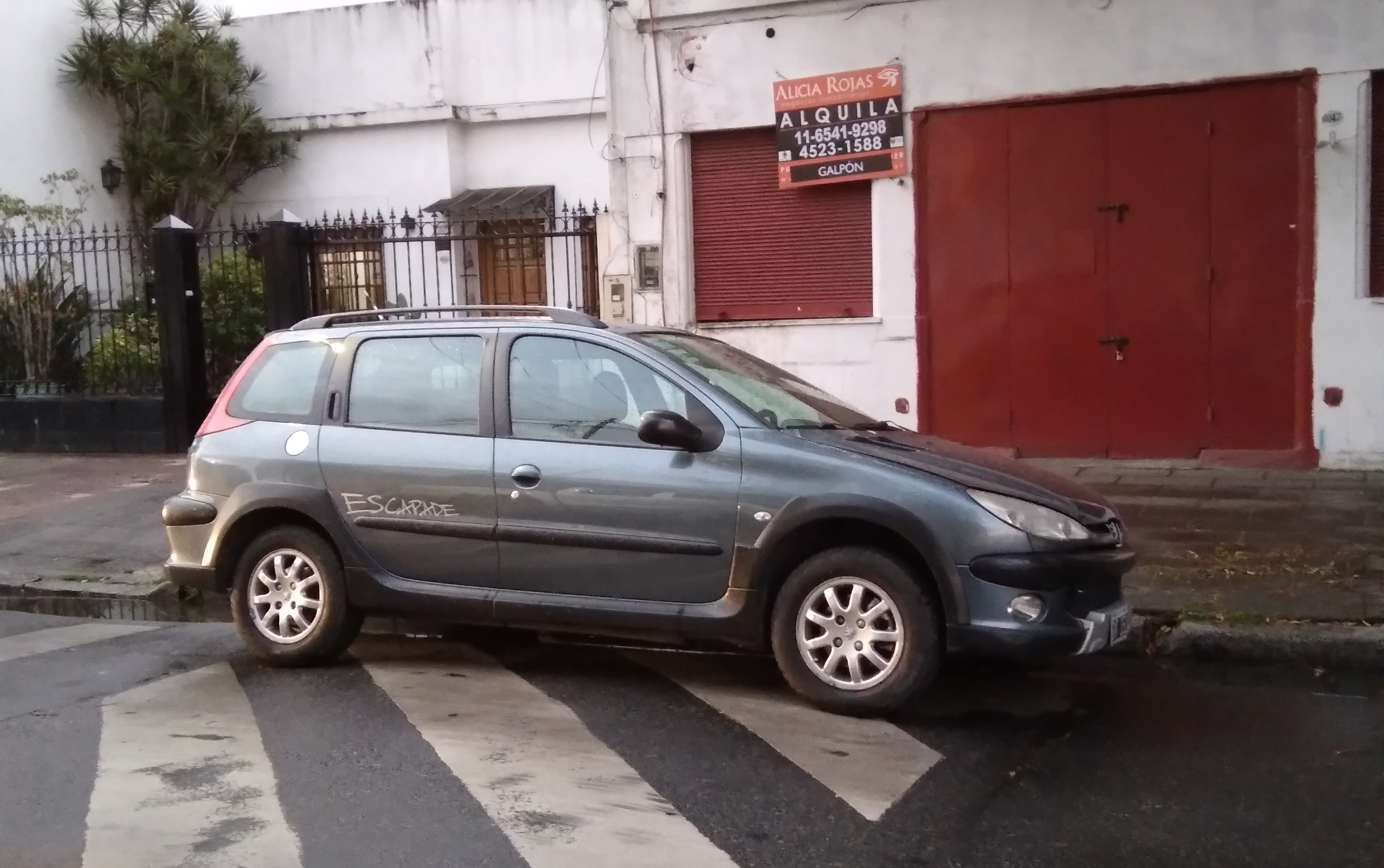
Peugeot 206 Escapade

La 206 SW connait une version au style baroudeur à deux roues motrices à partir de la fin 2006. Elle est fabriquée au Brésil et destinée au marché local, où elle est vendue sous l'appellation Peugeot 206 Escapade. La 206 Escapade est réhaussée de 25 mm et dispose de pneus exclusifs. La filiale brésilienne de Peugeot la présente à l'époque comme la première Peugeot développée entièrement par les équipes locales du constructeur. D'après Peugeot Brésil, la 206 Escapade vise une clientèle d'hommes âgés de 31 à 49 ans, mariés, diplômés et amateurs de nouveauté.

#### 207 SW
Au Brésil, à l'occasion du restylage de 2008 lors duquel la 206 est renommée localement 207 Compact, la 206 SW bénéficie également de la mise à jour. Elle reçoit une face avant de 206+ et est renommée Peugeot 207 SW. Cette version break de la 206+ n'a jamais été commercialisée en Europe.

#### 207 Escapade
Comme les autres 206 sud-américaines, la 206 Escapade a été renommée 207 lors du restylage, devenant Peugeot 207 Escapade.
La 207 SW Escapade se différencie des autres 207 (206+) par ses phares avant à fond noir et plusieurs protections en plastique. L'intérieur dispose de détails en aluminium et de nouveaux habillages. Son équipement standard comprend ordinateur de bord, allumage automatique des feux, essuie-glaces automatiques, climatisation avec contrôle automatique de la température, direction assistée, vitres électriques, verrouillage des portes électriques, rétroviseurs électriques, en option ABS, jantes de 15 pouces, airbags frontaux, entre autres choses. Le moteur est toujours le 1,6 L 16V Flexfuel développant 110 ch à 5 600 tr/min. Ses concurrents sont la Fiat Palio Adventure et la Renault Sandero Stepway.

### 206 GT
La 206 GT a été vendue en série limitée à 4 000 exemplaires en 1999, afin d'homologuer la 206 WRC ; la catégorie World Rally Car imposant d'utiliser un modèle d'un minimum de 4 mètres de long. Pour cela, la GT dispose de deux pare-chocs spécifiques lui permettant d'atteindre cette longueur (le kit pare-chocs de la GT a été vendu par la suite, en accessoire Peugeot, pour pouvoir être monté sur n'importe quelle autre 206), la calandre est également spécifique en plus d'extensions d'ailes (les ailes provenant de 206 classique). Autrement, elle reste techniquement identique à la version S16, avec notamment le moteur 2 L de 137 ch type RFR, sauf le rajout d'une modine (échangeur eau /huile ) identique aux 1.9D .
Chaque exemplaire est peint intégralement de couleur gris métallisé, et possède deux plaques indiquant son numéro unique sur les portes et la plaque mine a pour dénomination WRC. Côté équipement elle possède de série en plus par rapport à la 206 S16 commercialisé en 1999 des jantes ouragan en 16 pouces, fond de compteur gris, deux airbags latéraux, rétroviseurs rabattables, des appuis têtes AR, poste 4030 + changeur CD. Les équipements (hormis les pare-chocs) viendront s'ajouter après le restylage de fin 2000 sur toutes les 206 S16 de série.
A savoir que la 206 GT est la seule 206 à moteur EW10J4 homologuée en GrA.

### 206 Sedan

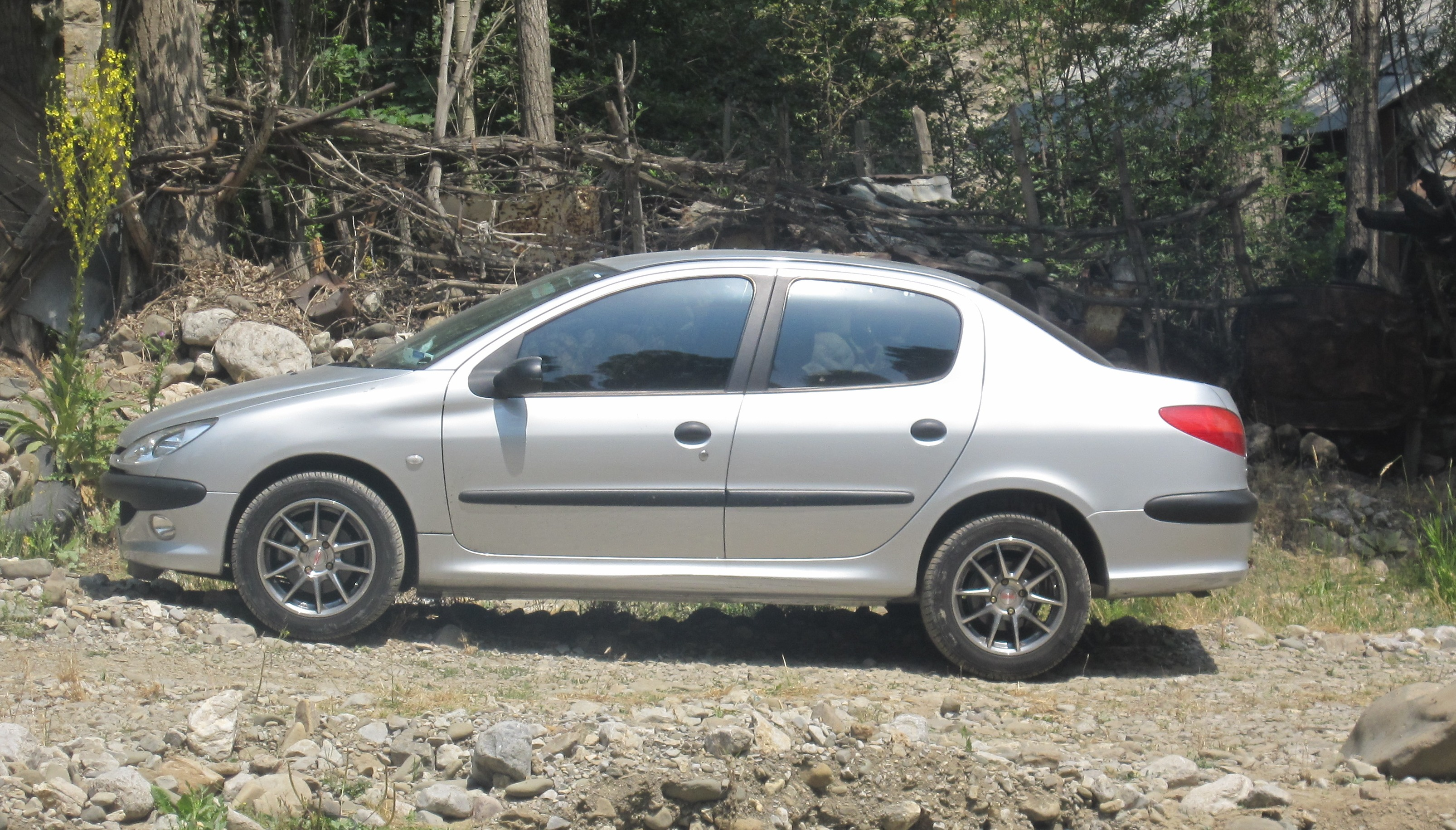
Peugeot 206 Sedan

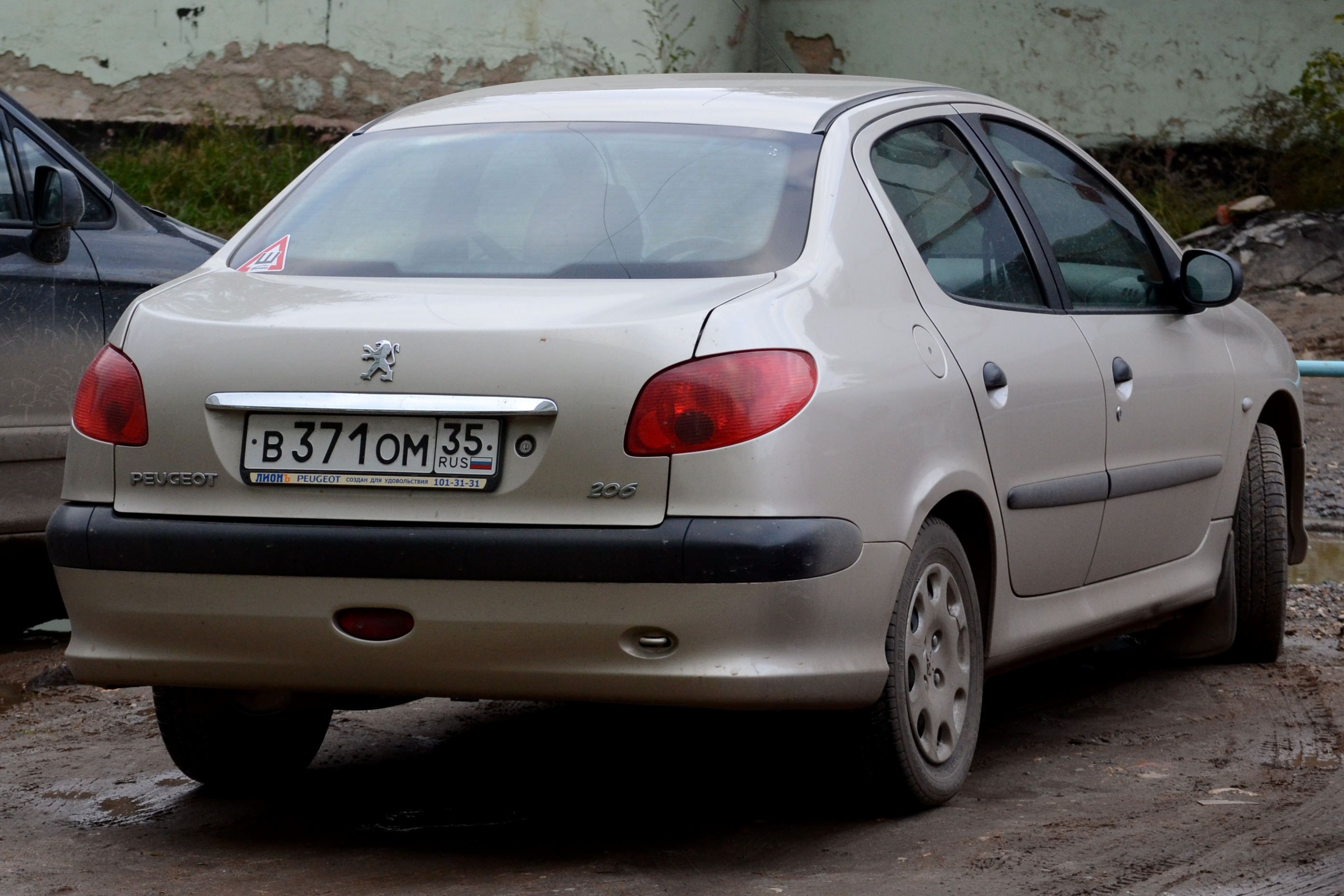
Peugeot 206 Sedan

La Peugeot 206 Sedan est produite en Iran à partir de janvier 2006, en Europe orientale et dans les pays du pourtour méditerranéen[pas clair].
Elle est disponible avec les moteurs 1.4 (85 ch) et 1.6L (110 ch) essence en boite automatique 4 rapports ou boite manuelle 5 rapports. Par rapport à la 206 bicorps, la Sedan est plus grande (+ 35,3 cm au niveau du porte-à-faux arrière). Le volume du coffre passe de 245 à 384 litres.
Elle succède à la Peugeot 306 sedan et sera remplacée par la 206+ tricorps, dont l'appellation commerciale est 207 Sedan.

#### 207 Sedan

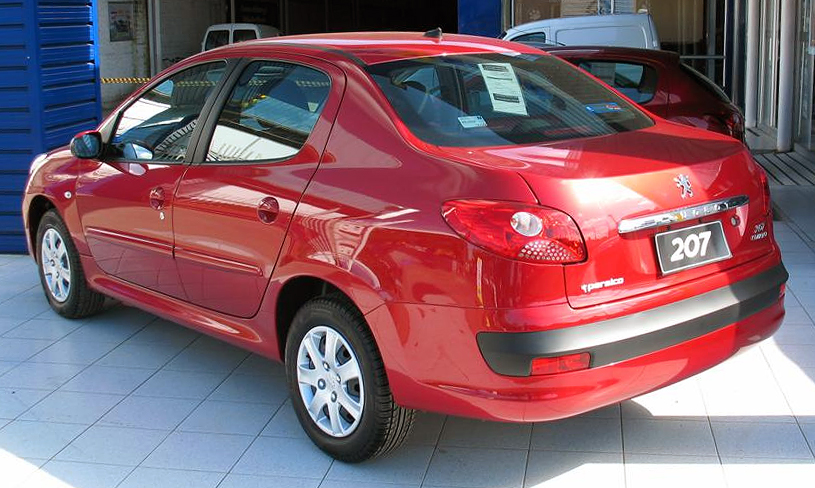
Peugeot 207 Compact One Line Sedan 2009

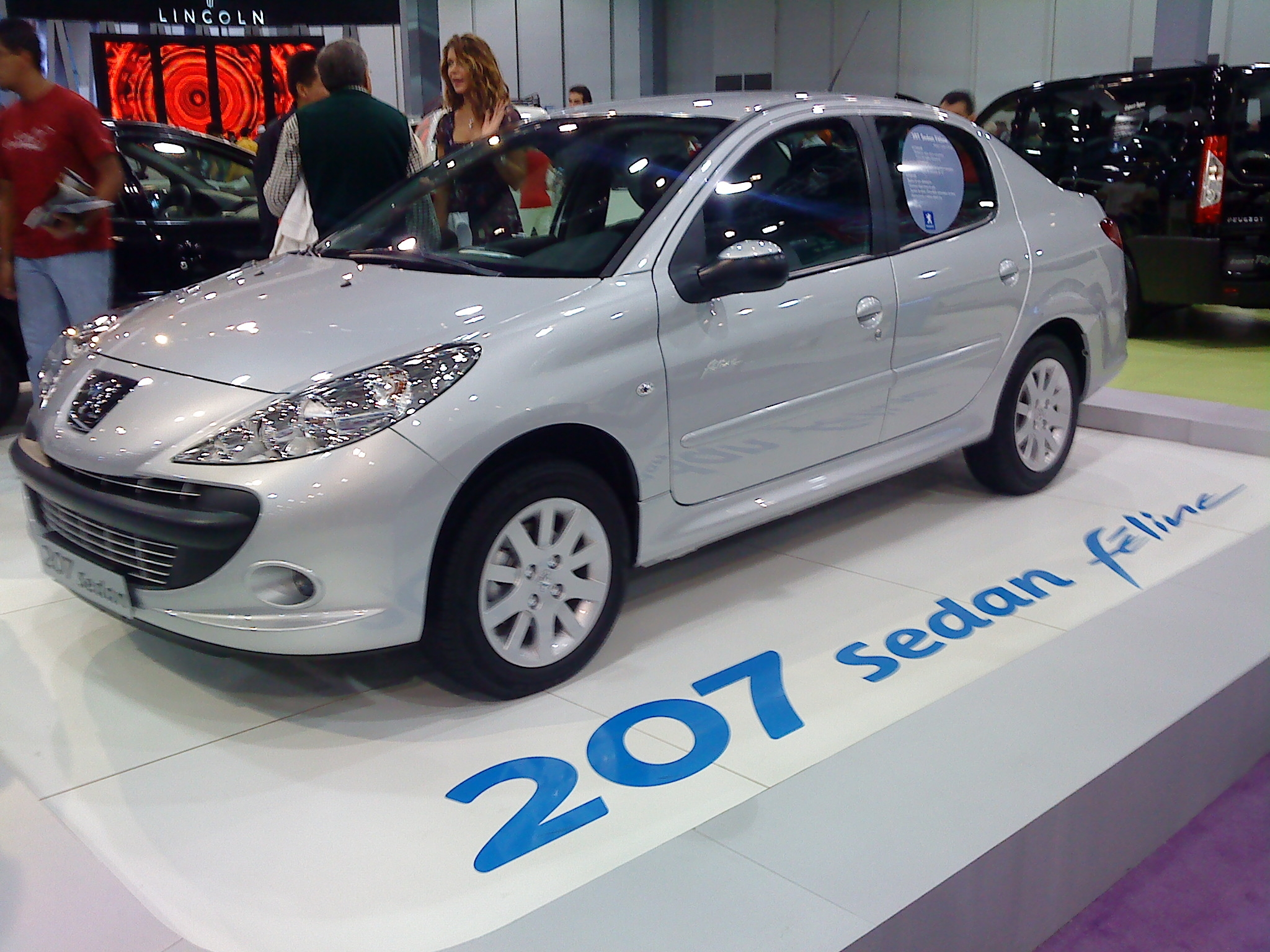
Peugeot 207 Sedan au SIAM 2008

En 2008 est commercialisée la 207 Sedan. Il s'agit d'une 206+ tricorps. Elle n'a jamais été commercialisée sous l'appellation 206+ Sedan, mais 207 Sedan, 207 Compact Sedan, 207i SD ou encore 207 Passion.
Par rapport à la 206+ bicorps, la Sedan est plus grande (+ 36,3 cm au niveau du porte-à-faux arrière). Le volume du coffre passe à 420 litres.
Elle reçoit les moteurs Essence 1.4L 75/82  ch ou 1.6L 100/110/113 ch et Diesel 1.9 D 70 ch ou 2.0 HDi 90 ch.
Sa remplaçante est la Peugeot 301.

### Citroën C2 Chine
Fin août 2006, Citroën présente une citadine destinée au marché chinois appelée Citroën C2, reprenant de nombreux éléments de la Peugeot 206 5 portes. Elle est totalement différente de la Citroën C2 vendue dans le reste du monde.
La C2 chinoise se différencie de la 206 au niveau de la face avant, adoptant une identité Citroën et au niveau du hayon arrière, légèrement retouché. Son nom de développement en interne est T21.
La C2 européenne était en effet jugée inadaptée au marché chinois, notamment du fait de ses 3 portes. De plus, la seule usine locale de PSA à Wuhan produisant déjà six ou sept modèles, il n'a pas été choisi d'y lancer la plate-forme des C2, C3 et 207, mais plus simplement de produire un dérivé de la 206, déjà produite sur place, permettant ainsi de limiter les coûts.
Longue de 3,88 mètres de long, la C2 chinoise est disponible avec deux moteurs à essence : le 1.4 76 ch ou le 1.6i 16v 106 ch. Le premier moteur est uniquement disponible avec une boîte manuelle 5 vitesses, alors que le second propose également une boîte automatique à quatre vitesses.
Elle reçoit un léger restylage dès 2008, avec notamment l'abandon des feux cristal à l'arrière. La même année, la marque présente le show car C2 Kappa au Salon de l'automobile de Pékin.
Une version au look de baroudeur appelée C2 Cross est lancée à partir de l'automne 2012.

Proposée uniquement en version bicorps à 5 portes, carrosserie peu appréciée en Chine, la C2 s'est vendue très modestement : 6 000 voitures seront livrées en 2009 et un peu plus de 8 000 en 2010. En 2012, 14 645 modèles ont été produits. En tout, la production de ce modèle fabriqué jusqu'en 2013 a frôlé les 80 000 exemplaires, sans jamais atteindre l'objectif de production initial fixé par Citroën de 40 000 unités annuelles.

### Modèles iraniens
Elle est assemblée en Iran par Iran Khodro (IKCO) depuis 2001, sous différentes formes : Peugeot 206, 206 SD (sedan), 207i (206+), 207i SD (206+ sedan) et IKCO Runna. À la suite des sanctions occidentales contre l'Iran, PSA a cessé de fournir en pièces CKD son partenaire local Iran Khodro. Ainsi, au contraire de la 206i, la production de la 207i a été stoppée de 2011 à 2016. Ce dernier a toutefois redéveloppé à partir de pièces fabriquées en Iran, en Inde et en Chine et lancé la fabrication d'un véhicule extrêmement proche de celui que lui fournissait Peugeot. Cette 207i de deuxième série, commercialisée dès 2017, dispose de quelques différences esthétiques (phares, feux, rétroviseurs) et d'équipements supplémentaires (caméra de recul, système d'infodivertissement). Elle conserve le badge Peugeot, malgré la rupture des liens entre les deux entreprises.

Iran Khodro Peugeot 207i (deuxième série)
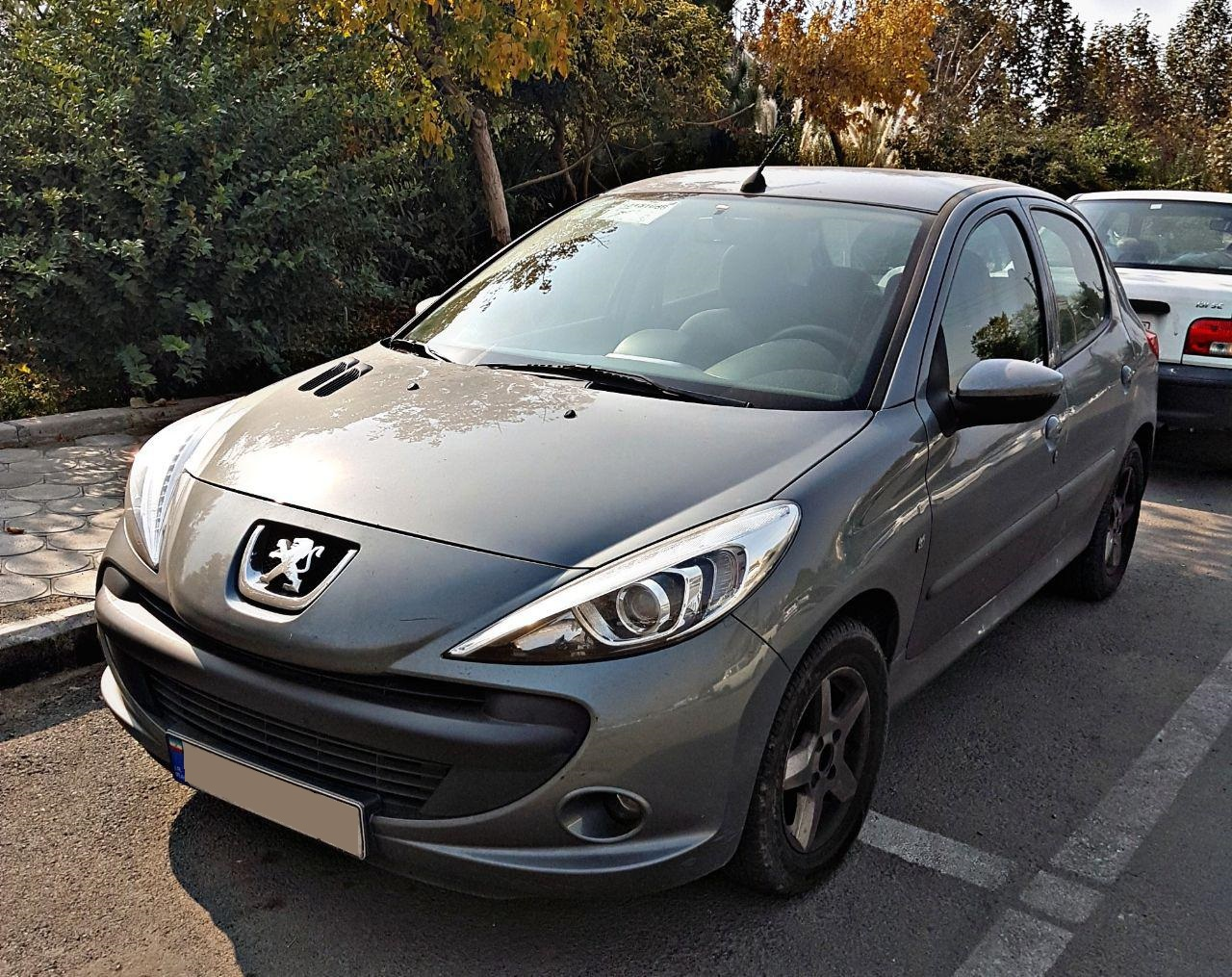

SIAMCO, une co-entreprise syrienne avec Iran Khodro, lance la production en Syrie en janvier 2019 de la 207 (206+) dans son usine tout juste réparée et remise en route après la guerre.
En Azerbaïdjan, la production des 206 et 207 (206+) est prévue à partir de mi-2019 à partir de pièces importées d’Iran, par une co-entreprise entre IKCO et Azeurocar, une filiale de l’entreprise azérie AzerMash, dans une usine créée en 2018 dans la zone industrielle de Neftçala,.

En 2022, en partenariat avec Iran Khodro, le constructeur tunisien Wallyscar lance la Wallys 719, une version rebadgée et légèrement modifiée de l'IKCO Runna,.

Iran Khodro Runna
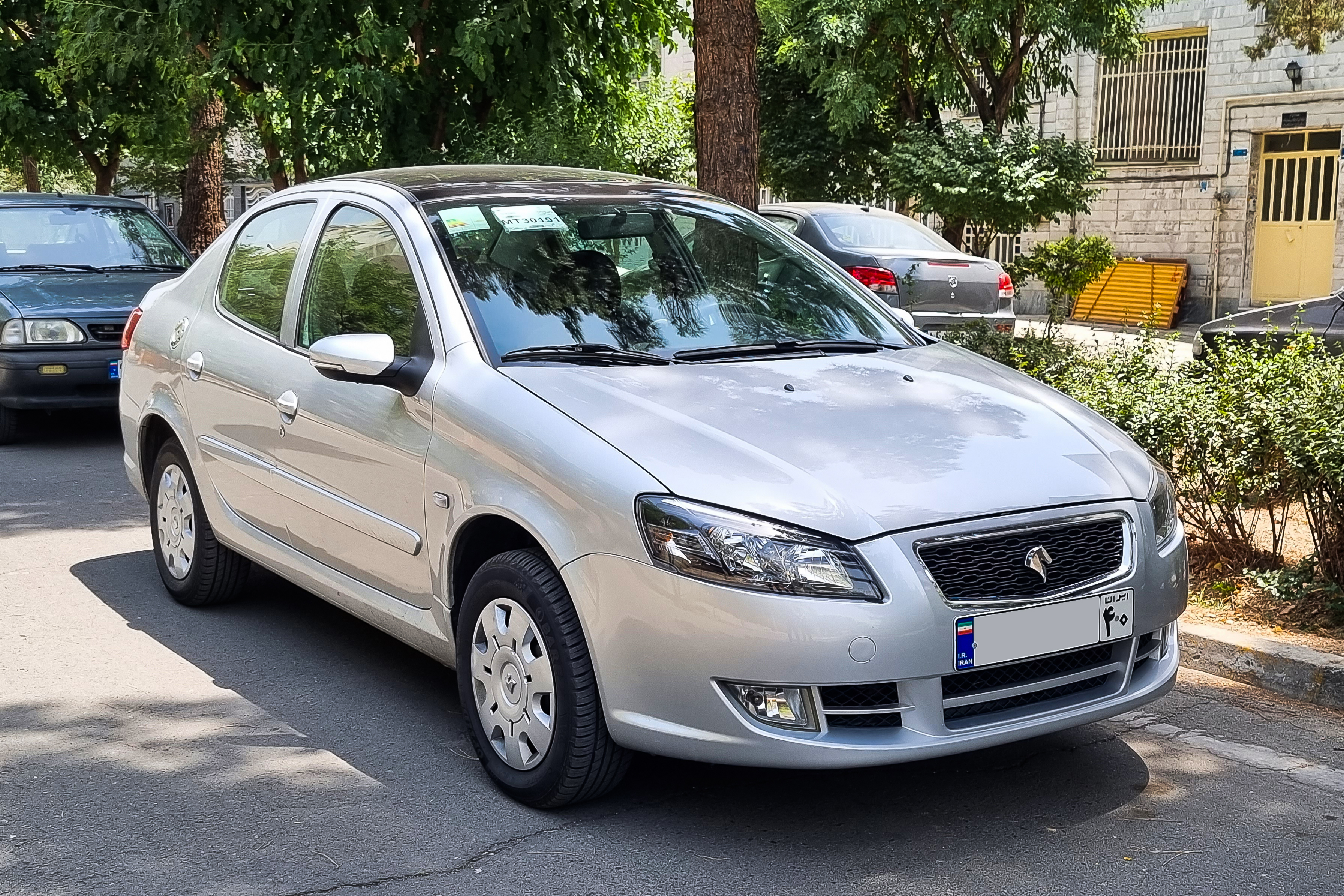
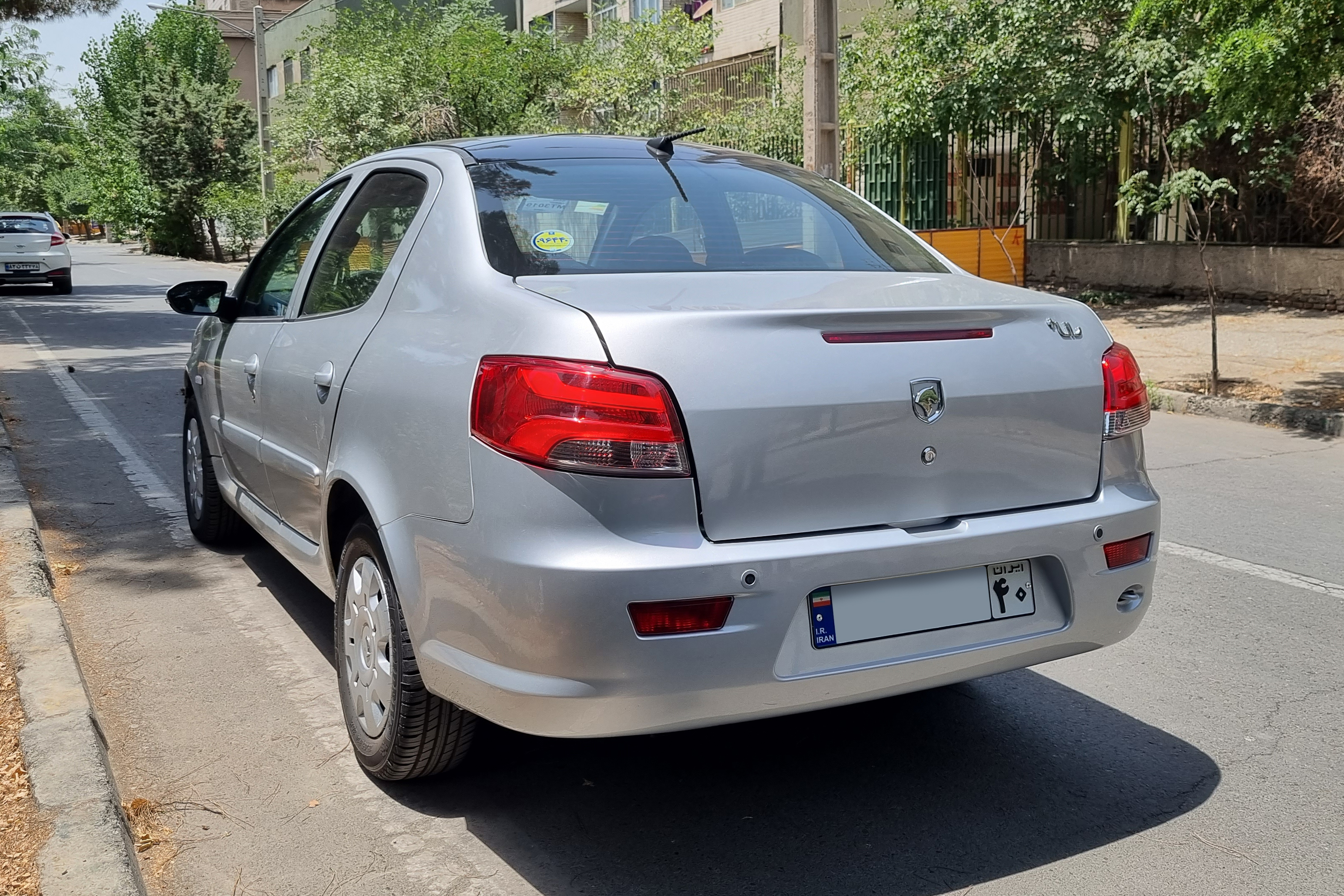
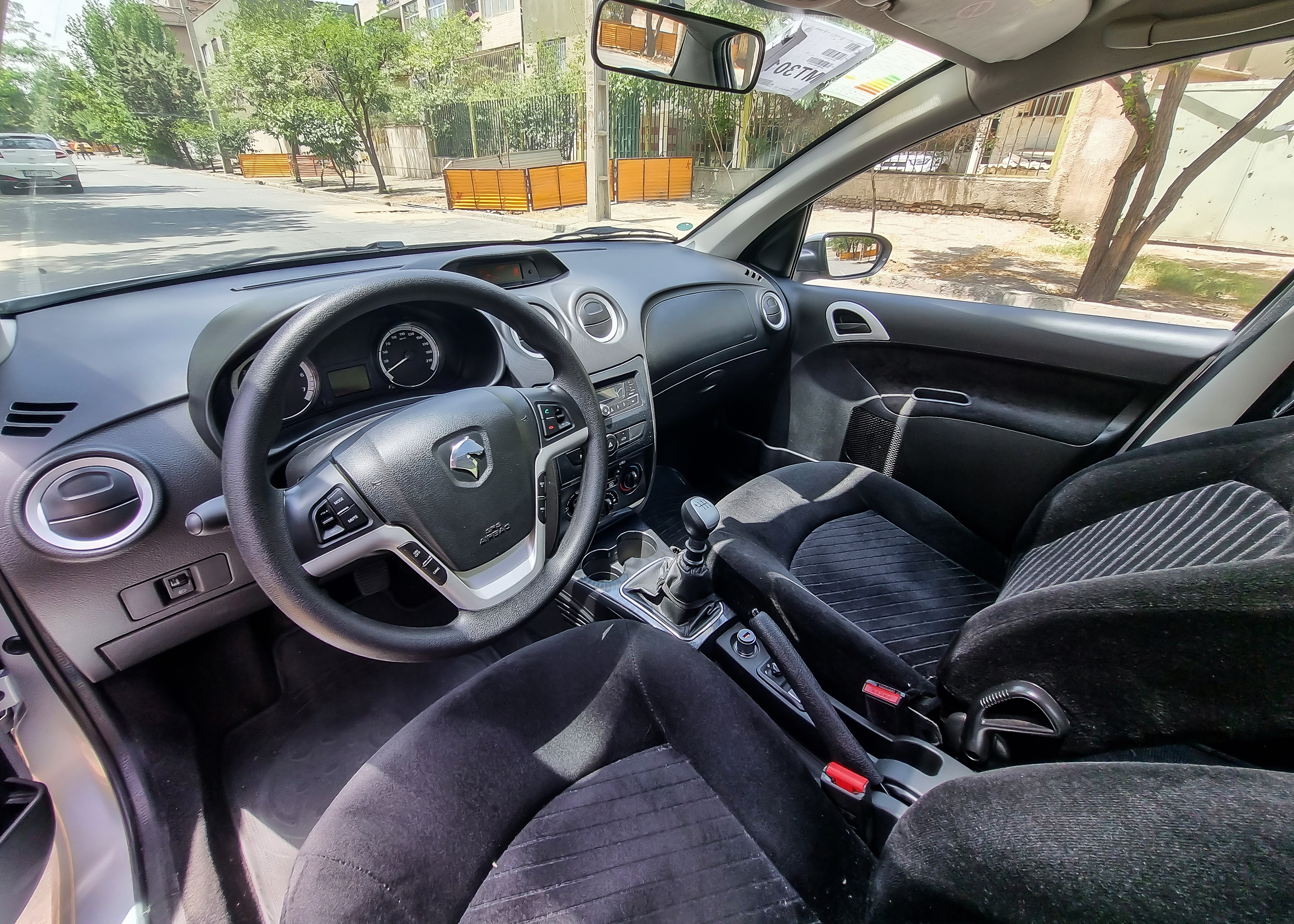

## Compétition

### 206 XS Volant
La Peugeot 206 XS Volant est la version rallye de la Peugeot 206 XS. Destinée à former les jeunes pilotes sur les deux surfaces asphalte et terre, elle a permis à Bryan Bouffier, Philipe Aragneau (tous deux devenus pilotes officiels Peugeot en Super 1600) et Nicolas Vouilloz (pilote FFSA au volant d'une Peugeot 307 WRC en championnat de France des rallyes) de se faire remarquer.
Sébastien Ogier, associé à Julien Ingrassia, a permis à la Peugeot 206 Volant de remporter pour la première fois une victoire au scratch lors du Rallye Neige des Hautes-Alpes 2007.
Cet équipage, également vainqueur de la Coupe Peugeot 206 en 2007, va ensuite intégrer l'équipe de France FFSA 2008 pour un programme international en JWRC.

### 206 WRC
La Peugeot 206 WRC est une voiture de rallye lancée en 1999. Elle est basée sur la 206 GT, série limitée à 4 000 exemplaires elle-même, dérivée de la 206 S16/GTI. Elle a remporté 25 victoires en WRC ainsi que le championnat du monde des rallyes en 2000, 2001 et 2002.

### 206 Super 1600

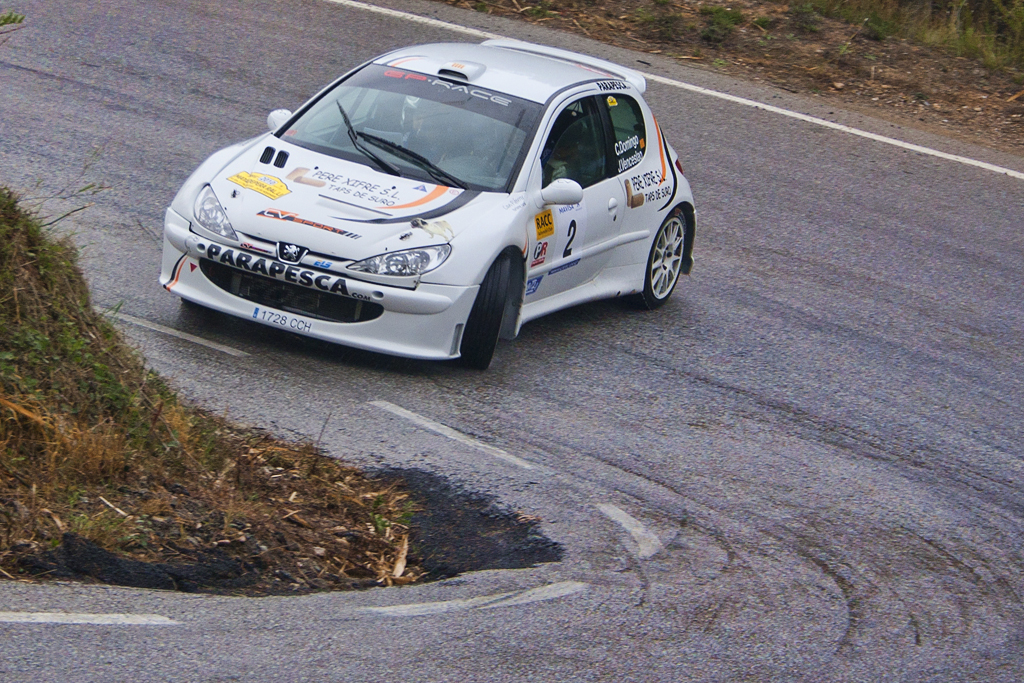
Peugeot 206 Super 1600

La Peugeot 206 Super 1600 est une voiture de rallye lancée en 2001 dans le cadre du championnat du monde des rallyes junior (JWRC). L'auto représentera la marque non seulement dans ce championnat international, mais aussi dans de nombreux championnats nationaux comme en championnat de France des rallyes. De nombreux pilotes de talent l'ont conduite tels Nicolas Bernardi, Cédric Robert, Bryan Bouffier ou encore Enrique García Ojeda.
Elle est dotée d'une boîte à six rapports.

## Caractéristiques

### Dimensions
| Image du logo de la Peugeot 206.              | 206 européennes            | 206 européennes          | 206 européennes | 206 européennes             | 206 européennes |                              | 206 hors Europe                | 206 hors Europe              | 206 hors Europe | 206 hors Europe                | 206 hors Europe    | 206 hors Europe |
| Image du logo de la Peugeot 206.              | 206 (trois ou cinq portes) | 206 CC (coupé cabriolet) | 206 SW (break)  | 206+ (trois ou cinq portes) | 206 Commerciale | 206 Sedan (berline tricorps) | 206 Escapade (break baroudeur) | 207 Sedan (berline tricorps) | 207 SW (break)  | 207 Escapade (break baroudeur) | Citroën C2 (Chine) |                 |
| --------------------------------------------- | -------------------------- | ------------------------ | --------------- | --------------------------- | --------------- | ---------------------------- | ------------------------------ | ---------------------------- | --------------- | ------------------------------ | ------------------ | --------------- |
| Longueur                                      | 3 835 mm                   | 3 840 mm                 | 4 028 mm        | 3 870 mm                    | 3 835 mm        |                              |                                |                              | 4 073 mm        |                                |                    |                 |
| Largeur                                       | 1 652 mm                   | 1 670 mm                 | 1 673 mm        | 1 660 mm                    |                 |                              |                                |                              | 1 669 mm        |                                |                    |                 |
| Hauteur                                       | 1 428 mm                   | 1 370 mm                 | 1 460 mm        | 1 440 mm                    |                 |                              |                                |                              | 1 484 mm        |                                |                    |                 |
| Empattement                                   | 2 442 mm                   |                          | 2 450 mm        | 2 442 mm                    |                 |                              |                                |                              |                 |                                |                    |                 |
| Voies avant / arrière                         | 1 425 / 1 416 mm           |                          |                 | 1 425 / 1 416 mm            |                 |                              |                                |                              |                 |                                |                    |                 |
| Rayon de braquage                             |                            |                          |                 |                             |                 |                              |                                |                              |                 |                                |                    |                 |
| Masse à vide (selon moteurs et équipements)   | 910 à 1 190 kg             | 1 140 kg                 | 990 à 1 117 kg  | 963 kg                      |                 |                              |                                |                              |                 |                                |                    |                 |
| Charge utile (selon moteurs et équipements)   |                            |                          |                 |                             |                 |                              |                                |                              |                 |                                |                    |                 |
| Chargement de remorque (freiné et non freiné) |                            |                          |                 |                             |                 |                              |                                |                              |                 |                                |                    |                 |
| Coffre (avec banquette arrière rabattue)      | 245 et 1 130 l             |                          | 313 et 1 136 l  | 245 et 1 130 l              |                 |                              |                                |                              | 313 et 1 136 l  |                                |                    |                 |
| Capacité du réservoir                         |                            |                          |                 |                             |                 |                              |                                |                              |                 |                                |                    |                 |

Note : ce tableau comprend les dimensions hors-tout, cependant, les rétroviseurs, antennes ou autres éléments hors carrosserie ne sont pas compris dedans.

### Chaîne cinématique

#### Motorisations
| Moteur           | Cylindrée en cm3 | Puissance maximale en ch DIN (kW) à tr/min | Couple maxi N m à (tr/min) | Vitesse maximale en km/h | 0 à 100 km/h en secondes | Consommation mixte normalisée(l/100km) | Rejet de CO2 g/km | Date de commercialisation     |
| ---------------- | ---------------- | ------------------------------------------ | -------------------------- | ------------------------ | ------------------------ | -------------------------------------- | ----------------- | ----------------------------- |
| Essence          |                  |                                            |                            |                          |                          |                                        |                   |                               |
| 1.1 ph1 ph2 +    | 1 124            | 60 ch à 5 500                              | 94 à 2 700                 | 158 155                  | 15.4 16.1                | 6.2 5.7                                | 148 135           | 1999 - 2014                   |
| 1.4 ph1 ph2 +    | 1 360            | 75 ch à 5 500                              | 120 à 2 800                | 172 171 170              | 12.2 12.4 13.1           | 6.3 6.4 NC                             | 149 152 139       | 1999 - 2014                   |
| 1.4 ph2 +        | 1 360            | 90 ch à 5 250                              | 133 à 3 250                | 178                      | 12.2 11.9                | 6.5                                    | NC 145            | 2003 - 2009 (2014 selon pays) |
| 1.6 ph1          | 1587             | 90 ch à 5 600                              | 135 à 3 000                | 185                      | 11.7                     | 7                                      | 171               | 1999 - 2002 (2014 selon pays) |
| 1.6 ph1 ph2 +    | 1 587            | 110 ch à 5 800                             | 147 à 4 000                | 196 185 183              | 9.4 9.5 10.2             | 6.4 7.1 7.5                            | 161 171 NC        | 2001 - 2009 (2014 selon pays) |
| 2.0 ph1/ph2      | 1 997            | 137 ch à 6 000                             | 190 à 4 100                | 210                      | 8.3                      | 7.7                                    | 185               | 1999 -                        |
| 2.0 ph1/ph2      | 1 997            | 177 ch à 7 000                             | 202 à 4 750                | 217                      | 7.4                      | 8.6                                    | 204               | 2002 -                        |
| Diesel           |                  |                                            |                            |                          |                          |                                        |                   |                               |
| 1.9 D ph1 ph2 +  | 1 868            | 70 ch à 4 600                              | 125 à 2 500                | 161 - 161                | 15.2 - 16.1              | 5.8 - 5.7                              | 156 - NC          | 1998 - 2002 (2014 selon pays) |
| 1.4 HDi ph2 +    | 1 398            | 70 ch à 4 000                              | 160 à 2 000                | 168 166                  | 13.1 13.8                | 4.3 4.2                                | 112 110           | 2001 - 2014                   |
| 2.0-HDi-ph1 ph2+ | 1997             | 90 ch à 4 000                              | 205 à 1 900                | 180 180 180              | 12 11.7 12.8             | 5 4.5 5                                | NC 136 NC         | 1998-2002                     |
| 1.6 HDi ph2      | 1 560            | 110 ch à 4 000                             | 240 à 1 750                | 186                      | 9.9                      | 4.8                                    | 126               | 2004 - 2009                   |

#### Motorisations de la 206 CC
| Moteur       | Cylindrée en cm³ | Puissance maxi en ch DIN (kW) à tr/min | Couple maxi N m à (tr/min) | Vitesse max en km/h | 0 à 100 km/h en seconde | Consommation mixte l/100 km |
| ------------ | ---------------- | -------------------------------------- | -------------------------- | ------------------- | ----------------------- | --------------------------- |
| Essence      |                  |                                        |                            |                     |                         |                             |
| 1.6 16s BVA4 | 1 587            | 110 ch (80) à 5800                     | 147 à 4000                 | 188                 | 12,5                    | 7,7                         |
| 1.6 16s BVM5 | 1 587            | 110 ch (80) à 5800                     | 147 à 4000                 | 193                 | 10,7                    | 7                           |
| 2.0 Gti BVM5 | 1 997            | 138 ch (102) à 6000                    | 190 à 4100                 | 204                 | 8,4                     | 8                           |
| Diesel       |                  |                                        |                            |                     |                         |                             |
| 1.6 HDi BVM5 | 1 560            | 110 ch (80) à 4000                     | 260 à 1750                 | 186                 | 10,5                    | 4,9                         |

## Production

### Bilan de production
Peugeot 206 / 206+ / 206 SW :
- 2 000 000 Août 2001
- 2 500 000 Mars 2002
- 3 000 000 Novembre 2002
- 4 000 000 Janvier 2004
- 5 000 000 Mai 2005
- 6 000 000 Avril 2007
- 8 358 217 Décembre 2012

Le 17 décembre 2012 la production française de la 206+ s'arrête avec la sortie des chaînes de montage de l'usine de Mulhouse de l'ultime modèle. Depuis son lancement, 7 941 290 exemplaires de 206 ont été assemblés et 416 927 exemplaires de 206+ ont été produits, pour un total de 8 358 217 exemplaires produits (source : journal L'Alsace). Elle devient ainsi le modèle Peugeot le plus produit de toute l'histoire de la marque devant la Peugeot 205 (5 278 300 exemplaires), et également la voiture française la plus vendue de tous les temps devant la Renault 4 (8 135 424 exemplaires). En France, la 207+ a succédé depuis à la 206+ au catalogue, au côté de la 208.
La production se poursuit à l'étranger, elle est fabriquée jusqu'en 2013 en Chine sous le nom Peugeot 207. En novembre 2012, peu avant l'arrêt de sa fabrication dans le pays, elle connait une inédite version Cross, appelée Peugeot 207 Cross.
La production de la 206+ sous le nom 207 continue au Brésil jusqu'en 2014 et en Argentine jusqu'en 2016.
Aujourd'hui, la Peugeot 206 est toujours fabriquée sous diverses formes en Iran. Il y a maintenant à peu près 12 000 000 exemplaires produits.

### Lieux de production
La 206 a été produite à Mulhouse qui assembla toutes les CC, à Poissy, Ryton, Porto Real, Palomar (Argentine) et, dès fin 2005 à Wuhan (Chine).

## Sécurité
La 206 dans sa configuration standard du marché européen a reçu 4 étoiles pour les occupants adultes et 2 étoiles pour les piétons de l'Euro NCAP en 2000.

## Récompenses
"La plus belle voiture de l'année 1998", Festival Automobile International, 1998.
"Meilleure petite voiture à essence" et "Meilleure petite voiture diesel", Fleet Excellence Awards, 2001.
"Meilleur cabriolet " (Peugeot 206CC), Quelle voiture ? récompenses, 2001.
"Meilleur Supermini d'occasion" , quelle voiture ? magazine, 2001.